# Schloss Bitremont
Koordinaten: 50° 32′ 10,9″ N, 3° 34′ 48,8″ O
Schloss Bitremont ist die Ruine eine Wasserschlosses westlich der Ortschaft Bury, einem Ortsteil der Gemeinde Péruwelz in Belgien. Dicht neben dem Schloss verläuft die Autobahn A16. Vor deren Bau war das Schloss mit Bury durch eine geradlinige Allee verbunden.

## Geschichte
Bitremont war schon im 12. Jahrhundert Sitz einer Seigneurie. In der folgenden Zeit sah diese zahlreiche Besitzer, darunter die Familien von Enghien, Argenteau und Merode. Die von Merodes verkauften das Anwesen an die Adelsfamilie Visart de Bocarmé, deren Abkömmlinge bis heute eine wichtige Rolle in der belgischen Politik spielen. Zugunsten Louis-François Visarts wurde die Herrschaft am 5. September 1753 zur Grafschaft erhoben.
Durch einen Brand im April des Jahres 1998 wurde das Wohnhaus des Schlosses schwer beschädigt und ist heute eine Ruine.

## Kurzbeschreibung
Die heute noch vorhandene Bausubstanz umfasst neben zwei Rundtürmen aus dem 13. Jahrhundert und einigen Nebengebäuden aus dem 19. Jahrhundert die Ruine eines Wohnhauses, das am Ende des 17. Jahrhunderts errichtet und im 18./19. Jahrhundert restauriert wurde. Die Gebäude sind von einem rechteckigen Wassergraben umgeben.

## Kriminalfall
In die Kriminalgeschichte eingegangen ist Schloss Bitremont durch einen Giftmord im Jahr 1850. Um seinen Schwager und Erblasser Gustav Fougnies an einer Heirat zu hindern, vergiftete Hippolyte Visart de Bocarmé den Besucher mit Nikotin, einem zu jener Zeit, wie er glaubte, noch nicht nachweisbaren Alkaloid. Jedoch schöpfte der Untersuchungsrichter von Tournai, Heughebaert, angesichts der Verätzungen Verdacht und beauftragte den Chemieprofessor der École Royale Militaire in Brüssel, Jean Servais Stas, mit einer genauen Untersuchung. Dieser entdeckte nach wochenlangen Experimenten, dass Alkaloide – anders als sämtliche Bestandteile eines menschlichen Körpers – sowohl in Wasser als auch in Alkohol löslich sind. Durch Auswaschen und Filtern gelang es Stas, eine tödliche Menge Nikotin zu sichern.
Der nachfolgende Prozess in Mons endete 1851 mit der Hinrichtung des Mörders, seine Frau wurde hingegen freigesprochen.